# Modena Football Club 2018
Maillots
Actualités
Le Modena Football Club 2018, couramment abrégé Modena FC 2018 ou Modena, est un club italien de football fondé en 1912 qui évolue en Serie B (deuxième division). L'heure de gloire du club arrive en 1947 lorsque le Modena FC termine cinquième du championnat italien. Le 6 novembre 2017, le club est exclu des compétitions et dissout. Le club renaît en avril 2018 sous l'appellation Pro Modena puis Modena Football Club 2018.

## Historique
| \| Modène \| Emplacement de Modène, en Italie. |
| Modène                                         |

Le Modena Football Club a été formé en le 5 avril 1912. Il est le résultat d'une fusion entre des clubs modenese préexistants, Football Club Audax Modena et l’Associazione Studentesca del Calcio Modena. Les couleurs de la nouvelle entité étaient le jaune et le bleu. Le premier match amical du Modène FC a été joué le 3 novembre 1912 à la Piazza d'Armi contre le Venise FBC.
Le club a pris part à la ligue italienne de football en 1912-1913, saison où ils ont directement participé à la première division. Ces premières années ont vu l'achat de Attilio Fresia, peut-être le plus grand joueur de l'histoire du club. Pendant la Première Guerre mondiale, l'équipe a remporté l'édition 1916 de la Coppa Federale.
En 1920-1921, Modena perd 4-0 en demi-finales de championnat contre l'Alexandrie US. Dans les années suivantes, l'Italie connait une période de réorganisation des championnats, et Modène, qui se trouve en lutte avec la FIGC, est bascule vers le CI Comitato Calcistico Italiano avec l'Inter, Venise, le Torino, le Genoa et d'autres. En 1929-1930, pour sa première dans la toute nouvelle Serie A, le club termine 12e sur 18 participants, avec 30 points.
En proie à d'importantes difficultés financières après sa relégation en Lega Pro (3e division) à la fin de la saison 2015-2016 de Serie B, le club est déclaré en faillite le 5 novembre 2017. Ne s'étant pas présenté aux 4 matchs de championnats précédents, il est par ailleurs exclu du championnat. Cela marque la fin des 112 ans d’existence du club.
Le club est finalement refondé en 2018, obtenant son affiliation à la FIGC le 17 juillet 2018.
Lors de la saison 2021-2022, le club réalise une série de quatorze victoires consécutives en Serie C. Luttant pour la montée avec notamment son rival de l'AC Reggiana, Modène obtient sa promotion vers la deuxième division à l'issue de la saison en terminant premier de son groupe,.

## Palmarès et résultats

### Palmarès
| Compétitions nationales | Compétitions régionales                  | Compétitions internationales                      |
| - Serie A (première division) : - Meilleur classement : 3e en 1947. - Serie B (deuxième division) : - Champion (2) : 1938 et 1943. - Vice-champion (2) : 1941 et 2002 - Serie C (troisième division) : - Champion (2) : 1961 (gr. A) et 1975 (gr. B). - Serie C1 (troisième division) : - Champion (3) : 1986 (gr. A), 1990 (gr. A) et 2001. - Serie C2 (quatrième division) : - Champion (1) : 1980 (gr. B). | - Coppa Emilia : - Vainqueur (1) : 1916. | - Coupe anglo-italienne : - Vainqueur (1) : 1916. |

### Records individuels
|   | Nom            | Matches | Dates                |
| - | -------------- | ------- | -------------------- |
| 1 | Renato Braglia | 487     | 1939-1957            |
| 2 | Astro Galli    | 294     | 1933-1946            |
| 3 | Marco Ballotta | 276     | 1984-1991, 2001-2004 |
| 4 | Maino Neri     | 264     | 1941-1951            |
| 5 | Armando Perna  | 244     | 2004-2007, 2007-2013 |

|   | Nom                 | Buts | Dates                           |
| - | ------------------- | ---- | ------------------------------- |
| 1 | Renato Brighenti    | 82   | 1940-1943, 1945-1947, 1949-1954 |
| 2 | Vittorio Sentimenti | 58   | 1936-1941, 1956-1957            |
| = | Otello Zironi       | 58   | 1936-1940, 1942-1944            |
| 4 | Salvatore Bruno     | 50   | 2007-2010, 2013-2014            |
| 5 | Luigi Scarascia     | 49   | 1952-1961                       |

## Identité du club

### Changements de nom
- 1912-1936 : Modena Football Club
- 1936-1943 : Modena Calcio
- 1943-1945 : Gruppo Sportivo Modena
- 1945-1957 : Modena Football Club
- 1957-1959 : Zenit Modena Football Club
- 1959-2018 : Modena Football Club
- 2018-2019 : Modena Football Club 2018 Società Sportiva Dilettantistica
- 2019- : Modena Football Club 2018

### Couleurs
Les couleurs historiques de Modena sont les principalement le jaune et le bleu, qui se retrouvent également dans l'emblème du club. Les tenues de l'équipe sont traditionnellement composées d'un maillot jaune avec des manchettes bleu, d'un short bleu et d'une paire de chaussettes jaunes. Pour les tenues extérieures, le club utilise habituellement une tenue blanche avec des parements jaunes et bleus.

### Logo
Le symbole principal du club est le canari, surnom que l'on a étendu aux footballeurs modenesi. Sur l'emblème du club, les initiales du Modena sont stylisées de façon que le F évoque l'aspect de la Torre Ghirlandina, qui est le campanile de la cathédrale de Modène et domine la ville du haut de ses 87 mètres.

Logo jusqu'en 2022.
Logo depuis 2022.

### Hymnes
L'hymne officiel du Modena est le Braglia Canta, joué au début et à la fin de chaque match à domicile de l'équipe.
Le club a connu d'autres chants par le passé :
- Canarino va (écrit par Francesco Guccini et interprété en par Equipe 84 en 1964)
- Avanti Canarini (1975 - Le Fedelissimi)
- Grande Modena (1989 - Andrea Brambilla, Carlo Pistarino, Massimo Buscemi, Athina Cenci, Dominique Chalbot)
- Magico Modena (2003 - Luca Frigeri)
- Modena!! Modena!! (SentiMoqua...) (2012 - composé par Giorgio Marchini chanteur des Stone Lizards, pour le centenaire du club)
- Per un pir, un pomm, ed un persegh (hymne des tifosi de Modène)

## Joueurs et personnalités du club

### Présidents
Le tableau suivant présente la liste des entraîneurs du club depuis 1912.
| Rang | Nom                         | Période   |
| ---- | --------------------------- | --------- |
| 1    | Giuseppe Salotti            | 1912      |
| 2    | Lorenzo Luigi Tardini       | 1912      |
| 3    | Ermenegildo Reggiani        | 1912-1913 |
| 4    | Claudio San Donnino         | 1913-1919 |
| 5    | Guido Sanguinetti           | 1919-1920 |
| 6    | Claudio San Donnino         | 1920-1922 |
| 7    | Enrico Donati               | 1922-1927 |
| 8    | Giovanni Corni              | 1927-1929 |
| 9    | Carlo Vandelli              | 1929-1930 |
| 10   | Vittorio Arangio Ruiz       | 1929-1932 |
| 11   | Antonio Cavazzoni Pederzini | 1932-1935 |
| 12   | Carlo Alberto Perroux       | 1935-1936 |
| 13   | Beppe Nino Banzi            | 1936-1939 |
| 14   | Guido Gaudenzi              | 1939      |
| 15   | Antonio Cavazzoni Pederzini | 1939-1940 |
| 16   | Beppe Nino Banzi            | 1940-1943 |
| 17   | Odoardo Ferrari             | 1944      |
| 18   | Luigi Pignatti Morano       | 1945      |
| 19   | Aldolfo Orsi                | 1945-1948 |

| Rang | Nom                          | Période   |
| ---- | ---------------------------- | --------- |
| 20   | Renzo Campani                | 1948      |
| 21   | Gaetano Barbieri             | 1948      |
| 22   | Adolfo Orsi                  | 1948      |
| 23   | Antonio Pignedoli            | 1948-1949 |
| 24   | Franco Spinelli              | 1949-1952 |
| 25   | Giordano Blondi              | 1952      |
| 26   | Alessandro Bonaccini         | 1952-1959 |
| 27   | Giorgio Ghittoni             | 1959-1960 |
| 28   | Ferdinando Corradini         | 1960      |
| 29   | Renzo Garuti                 | 1960-1962 |
| 30   | Sergio Marassi               | 1962-1967 |
| 31   | Ferdinando Corradini         | 1967-1976 |
| 32   | Cesare Anceschi              | 1976-1979 |
| 33   | Pier Luigi Bergamini         | 1979-1980 |
| 34   | Gian Carlo Messori Roncaglia | 1980-1984 |
| 35   | Francesco Farina             | 1984-1994 |
| 36   | Renato Cipollini             | 1994-1995 |
| 37   | Mauro Bassinghi              | 1995-1996 |
| 38   | Giuseppe Degli Albertini     | 1996-1997 |

| Rang | Nom                  | Période   |
| ---- | -------------------- | --------- |
| 39   | Luigi Montagnani     | 1997-1998 |
| 40   | Luigi Montagnani     | 1998-2000 |
| 41   | Gian Paolo Manfredi  | 2000-2001 |
| 42   | Massimo Montagnani   | 2001-2002 |
| 43   | Romano Amadei        | 2002-2006 |
| 44   | Luca Baraldi         | 2006-2007 |
| 45   | Alfredo Amadei       | 2007-2009 |
| 46   | Alfredo Amadei       | 2009      |
| 47   | Ninetto Sgarbi       | 2009-2011 |
| 48   | Maurizio Rinaldi     | 2011-2012 |
| 49   | Pierluigi Grana      | 2012-2013 |
| 50   | Angelo Forcina       | 2013-2014 |
| 51   | Antonio Caliendo     | 2014-2017 |
| 52   | Aldo Taddeo          | 2017      |
| 53   | Francesco Martignoni | 2017      |
| 54   | Claudio Trenti       | 2017-2018 |
| 55   | Carmelo Salerno      | 2018-2019 |
| 56   | Romano Sghedoni      | 2019-2021 |
| 57   | Mattia Rivetti       | 2021-     |

### Joueurs emblématiques
- Ignazio Abate
- Nicola Amoruso
- Francesco Antonioli
- Asamoah Gyan
- Giuseppe Baresi
- Jonathan Biabiany
- Jorge Bolaño
- Cristian Bucchi
- Nicola Caccia
- Enrico Chiesa
- Stefano cuoghi
- Dario Dainelli
- Cristiano Doni
- Nicolas Frey
- Corrado Grabbi
- Alessandro Grandoni
- Diomansy Kamara
- Nicola Legrottaglie
- Massimo Maccarone
- Stephen Makinwa
- Massimo Marazzina
- Walter Mazzarri
- John Mensah
- François Modesto
- Emiliano Moretti
- Vedin Musić
- Stefano Okaka
- Ovidiu Petre
- Giovanni Piacentini
- Olivier Renard
- Giuseppe Sculli
- Luca Toni
- Stefano Torrisi
- Lamberto Zauli